# Sielsowiet Jurkiewicze
Sielsowiet Jurkiewicze (biał. Юркевіцкі сельсавет, Jurkiewicki sielsawiet; ros. Юркевичский сельсовет) – sielsowiet na Białorusi, w obwodzie homelskim, w rejonie żytkowickim, z siedzibą w Jurkiewiczach.

## Demografia
Według spisu z 2009 sielsowiet Jurkiewicze zamieszkiwało 949 osób, w tym 909 Białorusinów (95,79%), 21 Rosjan (2,21%), 12 Ukraińców (1,26%), 6 Polaków (0,63%) i 1 Mołdawianin (0,11%).

## Geografia i transport
Sielsowiet położony jest na Polesiu, w północnej części rejonu żytkowickiego. Większość obszaru sielsowietu zajmują lasy oraz zbiorniki wodne - naturalne Jezioro Biełaje (Białe) i antropogeniczne duże stawy rybne. Jego fragment leży w Rezerwacie Krajobrazowym Środkowa Prypeć.
Przez sielsowiet przebiegają jedynie drogi lokalne. Południowym krańcem sięga drogi magistralnej M10.

## Miejscowości
- agromiasteczko:
  - Aziorny
- wsie:
  - Barawaja
  - Biełaje
  - Hulewicze
  - Jurkiewicze
  - Łohowoszcza
  - Padwoscie
  - Piasczaniki